# Comuna Polîvanivka, Mahdalînivka
Polîvanivka (în ucraineană Поливанівка) este o comună în raionul Mahdalînivka, regiunea Dnipropetrovsk, Ucraina, formată din satele Karla Marksa, Novoivanivka, Polîvanivka (reședința) și Veselîi Hai.

## Demografie
Componența lingvistică a satului Polîvanivka
     Ucraineană (94,75%)
     Rusă (4,55%)
     Alte limbi (0,38%)
Conform recensământului din 2001, majoritatea populației satului Polîvanivka era vorbitoare de ucraineană (94,75%), existând în minoritate și vorbitori de rusă (4,55%).